# Durio testudinarum
Durio testudinarum là một loài sầu riêng thuộc họ Malvaceae, trước đây xếp trong họ Bombacaceae. Loài này được Odoardo Beccari mô tả khoa học đầu tiên năm 1889.
Loài này có ở Brunei, Indonesia (Kalimantan), và Malaysia (Sabah, Sarawak).